# Johnny Parth
Johann Ferdinand „Johnny“ Parth (* 11. Januar 1930 in Wien, Österreich; † 8. Mai 2025 in Kritzendorf) war ein österreichischer Musikproduzent und Labelbetreiber.

## Leben und Wirken
Parth war, nachdem er die Graphische Bundes-Lehr- und Versuchsanstalt absolvierte, zunächst als Restaurator tätig; auch malte er Ikonen. Er entwickelt sich in den 1950er Jahren zu einer prägenden Persönlichkeit der österreichischen Jazzszene – er leitete den später legendär gewordenen „HCdV – Hot Club de Vienne“, der in verschiedenen Wiener Lokalen (darunter im „Golser G’moa Keller“ direkt hinter dem Wiener Konzerthaus) Plattenabende und Jazz-Konzerte veranstaltete.  So gut wie alle Musiker der traditionellen Wiener Jazz-Szene profitierten markant von seiner Pionier-Arbeit, die auch durch die Herausgabe einiger Jazz-Langspielplatten dokumentiert  wurde. Neben den damals nur auf raren 78ern erhältlichen Einspielungen von King Oliver, Louis Armstrong, Jelly Roll Morton, Johnny Dodds und anderen Stars der ersten Stunden des klassischen Jazz wagte sich Johnny Parth schon um 1960 an die Zusammenstellung einer „History of Jazz“ auf 10 LPs. 
1967 gründete Parth die Labels Roots (das bis 1973 bestand und Bluesaufnahmen wiederveröffentlichte) und 1969 Paltram Productions, auf dem vor allem auf österreichische Künstler wie Franz Bilik oder Peter Ratzenbeck Wert gelegt wurde. In den 1980er Jahren vereinbarte er mit Renate Herzig, dass auf ihrem Label Earl Records eine Serie „Archives“ mit alten Blues-Aufnahmen produziert wurde (die letztlich 20 Alben umfasste). Ähnlich initiierte er auch RST Blues Documents, bevor er 1986 sein eigenes Label Document Records gründete. Zeitweilig war er für weitere Labels (Eden, HK Records, Selmerphone) tätig, die vor allem wegen ihrer Wiederveröffentlichungen von Blues-, Gospel- und Jazz-Vorkriegsaufnahmen bekannt geworden sind.
Nachdem Parth mit Document Records sein 1990 gestecktes Ziel erreicht hatte, jede überhaupt greifbare Blues-Aufnahme von der Jahrhundertwende 1800/1900 bis zur Vor-Weltkrieg-II-Zeit auf seinen Document Records im CD-Format zu veröffentlichen, verkaufte er das Label im Jahre 2000 an Gary Atkinson und beschränkte sich aufs Produzieren.
Wegen seiner Verdienste um Jazz, Blues und Gospel wurde Parth in den USA im Jahre 2001 mit dem „Keeping the Blues Alive“-Award und im Januar 2003 mit dem Goldenen Verdienstzeichen des Landes Wien geehrt.